# Rio Canhoto
Rio Canhoto är ett vattendrag i Brasilien. Det ligger i den östra delen av landet, 1 500 km nordost om huvudstaden Brasília.
Omgivningarna runt Rio Canhoto är en mosaik av jordbruksmark och naturlig växtlighet. Runt Rio Canhoto är det ganska tätbefolkat, med 155 invånare per kvadratkilometer.